# Krasnostavți, Cemerivți
Krasnostavți (în ucraineană Красноставці) este o comună în raionul Cemerivți, regiunea Hmelnîțkîi, Ucraina, formată numai din satul de reședință.

## Demografie
Componența lingvistică a comunei Krasnostavți
     Ucraineană (98,87%)
     Rusă (1,04%)
     Alte limbi (0,09%)
Conform recensământului din 2001, majoritatea populației comunei Krasnostavți era vorbitoare de ucraineană (98,87%), existând în minoritate și vorbitori de rusă (1,04%).